# Giovanni Antonio Amedeo Plana
Pour les articles homonymes, voir Plana.
Giovanni Antonio Amedeo Plana (6 novembre 1781 - 20 janvier 1864) est un astronome et mathématicien italien.

## Biographie
Giovanni Antonio Amedeo Plana naît à Voghera, dans l'actuelle province de Pavie, en Lombardie, d'Antonio Maria Plana et de Giacobon. À l'âge de 15 ans il est envoyé chez ses oncles à Grenoble pour continuer ses études.
En 1800 il entre à l'École polytechnique où il est l'un des élèves de Joseph-Louis Lagrange. Joseph Fourier impressionné par les capacités de Plana le fait engager, en 1803, pour tenir la chaire de mathématiques de l'école d'artillerie du Piémont, qui tombe sous le contrôle français en 1805. En 1811, grâce à l'influence de Lagrange, il occupe la chaire d'astronomie de l'université de Turin, il passe le reste de sa vie à enseigner dans cette institution.
Giovanni Antonio Amedeo Plana est devenu membre étranger de la Royal Society le 15 mars 1827.
Il est nommé sénateur du royaume de Sardaigne, par décret royal du 3 avril 1848 par Charles-Albert de Sardaigne.
Mort à Turin, il est inhumé au cimetière monumental de Turin.

## Travaux scientifiques
Ses contributions inclus de nombreux travaux sur le mouvement de la Lune, les intégrales, les fonctions elliptiques, la chaleur, l'électrostatique et la géodésie. En 1820 il est l'un des gagnants d'un prix de l'Académie des sciences de Paris portant sur la construction de tables lunaires en utilisant la loi de la gravitation. Il devient astronome royal et en 1844 baron. En 1861 il devient membre de l'Académie des Sciences. Francesco Tricomi dans Dictionary of Scientific Biography (New York 1970-1990) le considère comme un des premiers scientifiques italiens de son époque.
Un cratère sur la Lune porte son nom.